# Dyferencjacja metamorficzna
Dyferencjacja metamorficzna jest to proces metamorficzny będący na pograniczu zmian izochemicznych i metasomatycznych Dyferencjację metamorficzna wydzielono jako proces pośredni, ze względu na trudną do wyznaczenia granicę pomiędzy wyżej wymienionymi procesami. Definicja dyferencjacji metamorficznej brzmi następująco: Dyferencjacja metamorficzna obejmuje szereg procesów zachodzących w czasie metamorfizmu, prowadzących do zróżnicowania przestrzennego zespołów mineralnych jednorodnych pierwotnie skał wyjściowych.
Procesy te, w większości przypadków, wiążą się z mniejszymi lub większymi ruchami substancji chemicznej, ponieważ nowo powstały minerał charakteryzuje się innym składem chemicznym niż minerały istniejące w danym miejscu przed metamorfizmem albo jednym z jego etapów. Znane są przypadki porfiroblastów granatów i kordierytu, które występują w łupkach krystalicznych. W większości przypadków zmienił się zasadniczo chemizm skały w miejscach zajmowanych obecnie przez te minerał w stosunku do chemizmu przed metamorficznego. Często wokół minerałów bogatych w żelazo tworzą się strefy zubożałe w ten składnik. Obserwowano takie otoczki wokół ziarn almandynu i staurolitu, znaczy to że budulec chemiczny konieczny do wzrostu niektórych minerałów musi być dostarczony z ich otoczenia z większej lub mniejszej odległości. Zdarza się też, że zróżnicowanie składu mineralnego następuje w sposób mechaniczny, w czasie ruchów tektonicznych, rozdzielających od siebie skupienia minerałów łatwo i trudno ulegających poślizgom. Wiąże się z tym powstawanie warstewek łyszczykowych poprzewarstwianych ławicami kwarcowo-skaleniowymi.

## Rodzaje dyferencjacji metamorficznej

### Dyferencjacja zachodząca na granicy dwóch skał o różnym składzie chemicznym  i mineralnym
Ten rodzaj dyferencjacji zachodzi gdy stykają się ze sobą dwie skały o różnym składzie chemicznym i mineralnym, a na ich granicy powstaje nowa, szczególna kombinacja różniąca się składem chemicznym od obu skał pierwotnych. Przykładem takiej dyferencjacji są strefy erlanowe tworzące się na kontakcie wapieni i skał krzemianowych. Spotyka się także strefy bogatych w biotyt gnejsów na granicy amfibolitów i gnejsów skaleniowo-kwarcowych: Mg i Fe wędrują od amfibolitów do gnejsów, alkalia i krzemionka odwrotnie. Strefy reakcyjne pomiędzy amfibolitami a jasnymi gnejsami, złożone ze skał biotytowo-plagioklazowych, zawierają mniej potasu i krzemionki niż gnejsy, a równocześnie mniej magnezu i tlenków żelaza niż amfibolity. Notowano również warstewki skał bogatych  w wollastonit, występujące na kontakcie wapieni i kwarcytów. Warstewki te, w porównaniu z wapieniami, są uboższe w Ca, a w porównaniu z kwarcytami w SiO2. Proces ten przypomina procesy homogenizacji, jednak skład nowo powstałej skały musi być pośredni.  Z jednej i drugiej strony dyfundują pewne składniki, które na granicy serii skalnych mogą wytrącać się w postaci najmniej rozpuszczalnych w danych warunkach minerałów. Minerały dawne, które miały rozpuszczalność większą od nowo powstałych, w wyniku granicznych reakcji chemicznych ulegają rozpuszczeniu, robiąc miejsce nowo powstałym minerałom.

### Dyferencjacja na skutek różnic ciśnień występujących w obrębie poszczególnych serii skalnych
To tzw. zasada sekrecji. W każdej serii skalnej, szczególnie, gdy jest ona poddana oddziaływaniu stresu, tworzą się drobne szczeliny i pęknięcia, czyli miejsca charakteryzujące się niższymi od skał otoczenia ciśnieniami. Do takich miejsc w roztworach interganularnych będą dyfundować składniki minerałów najbardziej mobilnych i tam te minerały będą krystalizować stopniowo wypełniając przestrzeń. Nie zawsze jednak takie wypełnienie szczeliny powoduje wyrównanie ciśnień w szczelinie i skałach otaczających. Jeśli wyrównanie nie nastąpi, wtedy minerały najbardziej mobilne w całej skale, a więc dysponujące najmniejszą energią wiązania, będą dalej napływać z całej skały do miejsc o zmniejszonych ciśnieniach, zubożając ją o nowe składniki. W ten sposób np. w amfibolitach mogą powstawać kwarcowo-skaleniowe żyłki przypominające aplitowe iniekcje, a będące w rzeczywistości produktem dyferencjacji tego amfibolitu.

### Dyferencjacja przez rozdział składników mobilnych i niemobilnych
To tzw. zasada konkrecji. Zjawisko to występuje w skałach składających się z dwóch rodzajów minerałów - mobilnych i niemobilnych. W przypadku zróżnicowania ciśnień oba rodzaje minerałów zaczną migrować w kierunku mniejszego ciśnienia. Składniki mobilne przebędą tę drogę szybciej, w wyniku tego pozornie jednorodna skała podzieli się na dwie strefy - złożoną ze składników mobilnych i drugą złożoną ze składników niemobilnych.

### Mechaniczna dyferencjacja metamorficzna
Pewną rolę w zróżnicowaniu przestrzennym składu mineralnego odgrywają procesy mechaniczne. W czasie ruchów tektonicznych może dojść do rozdzielenia minerałów o różnych własnościach mechanicznych. W ten sposób w łupkach łyszczykowych i paragnejsach mogą powstać złożone z łyszczyków warstewki, poprzeławicane warstewkami kwarcowo-skaleniowymi.

## Podsumowanie
Dyferencjacja metamorficzna – jest to zjawisko, w którym migracja pierwiastków w skałach ulegających metamorfizmowi regionalnemu i dynamicznemu powoduje tylko lokalne zmiany chemiczne, a skład globalny skały macierzystej nie ulega zasadniczo zmianom chemicznym. Dyferencjacja metamorficzna może przyjmować różne postacie:
- Konkrecyjne skupianie się w obrębie skały składników bardziej ruchliwych. Składniki uruchamiane mogą więc wędrować do miejsc, gdzie występuje przyjazne im środowisko pomagające im się wytrącić. Taka migracja może doprowadzić do krystalizacji takich minerałów jak granaty czy kyanit.
- Wędrówka uruchomionych składników do szczelin i spękań, a więc do miejsc o niższych ciśnieniach. Gdy wzrost ciśnienia będzie sprzyjał rozwieraniu się szczelin powstaną żyły sekrecyjne, tym samym skała zostanie geochemicznie zróżnicowana. Przykładem są żyły kwarcowo albitowe w amfibolitach.
- Reakcje wymiany składników na granicy dwu skał o odmiennym chemizmie. W obu skałach zostają uruchomione składniki, które dyfundując ku strefie granicznej zaczynają reagować ze sobą tworząc nowe minerały, a co za tym idzie skałę o odmiennym składzie chemicznym niż skały będące donorami składników.